# Palaszürkefejű bülbül
A palaszürkefejű bülbül (Hypsipetes siquijorensis) a verébalakúak (Passeriformes) rendjébe, ezen belül a bülbülfélék (Pycnonotidae) családjába és a Hypsipetes nembe tartozó faj.

## Rendszerezése
A fajt Joseph Beal Steere amerikai ornitológus írta le 1795-ben, az Iole nembe Iole Siquijorensis néven. Sorolták az Ixos nembe Ixos siquijorensis néven is.

## Alfajai
- Hypsipetes siquijorensis cinereiceps (Bourns & Worcester, 1894) – közép-Fülöp-szigetek (Tablas, Romblon);
- Hypsipetes siquijorensis monticola (Bourns & Worcester, 1894) – Cebu;
- Hypsipetes siquijorensis siquijorensis (Steere, 1890) – délközép-Fülöp-szigetek (Siquijor).

## Előfordulása
A Fülöp-szigetek területén honos. Természetes élőhelyei a szubtrópusi vagy trópusi síkvidéki esőerdők és cserjések, valamint másodlagos erdők. Állandó, nem vonuló faj.

## Megjelenése
Testhossza 26 centiméter.

## Életmódja
Gyümölcsökkel és rovarokkal táplálkozik.

## Természetvédelmi helyzete
Az elterjedési területe kicsi és csökken, egyedszáma 2500-9999 példány közötti és szintén csökken. A Természetvédelmi Világszövetség Vörös listáján veszélyeztetett fajként szerepel.